# 克拉梅尼勒
克拉梅尼勒（法語：Craménil，法語發音：[kʁamenil] ⓘ）是法国奥恩省的一个市镇，属于阿让唐区。

## 地理
克拉梅尼勒（48°44'40"N, 0°22'42"W）面积8.09 平方千米，位于法国诺曼底大区奧恩省，该省份为法国西北部内陆省份，北起顺时针与卡爾瓦多斯省、厄尔省、厄尔-卢瓦省、萨尔特省、马耶讷省和芒什省接壤。
与克拉梅尼勒接壤的市镇（或旧市镇、城区）包括：圣奥诺里内-拉吉洛姆、布里尤兹、圣安德烈-德布里尤兹、圣奥波蒂娜、皮唐日勒拉克。

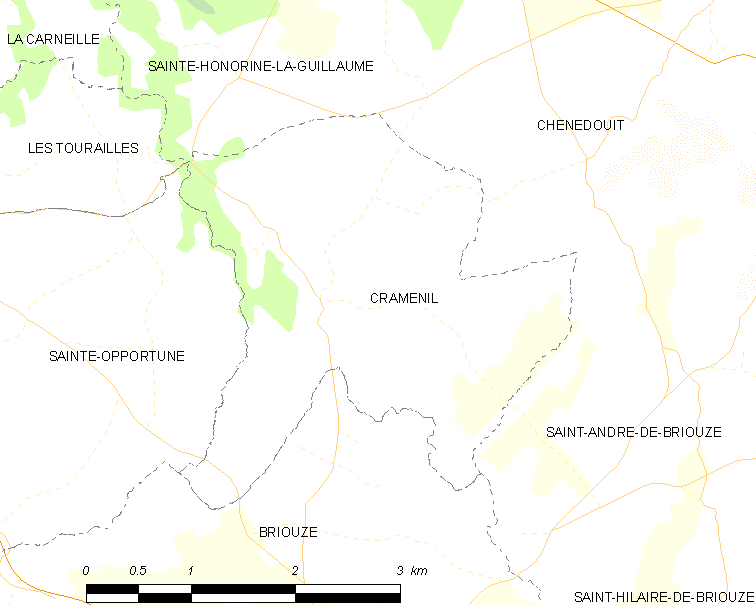
克拉梅尼勒的OSM定位图

克拉梅尼勒的时区为UTC+01:00、UTC+02:00（夏令时）。

## 行政
克拉梅尼勒的邮政编码为61220，INSEE市镇编码为61137。

## 政治
克拉梅尼勒所属的省级选区为阿蒂斯-瓦勒德鲁夫尔县。

## 人口

1962-2008年间克拉梅尼勒人口变化图示

克拉梅尼勒于2022年1月1日时的人口数量为128人。